# Je tu niekto?
Je tu niekto? je třetím albem skupiny Iné Kafe a prvním albem po odchodu Doda a Waye ze skupiny. 4 písně z tohoto alba byly vydány i jako singl a objevily se také v české verzi jejich dalšího alba Príbeh. Musicserver k němu uvedl, že album "vám odpoví na otázku, co spojuje McDonald a neopunk". Kapela dostává za toto album platinovou desku v roce 2000 za 15 000 prodaných alb a v roce 2001 platinovou desku za 25 000 prodaných alb.

## Seznam skladeb
Autorem všech písní (hudby i textů) je Vratko Rohoň, v závorce jsou uvedeni spoluautoři textů.
1. "Čo chcú?" - 2:07
2. "Petra" - 2:46
3. "Zhasni" - 3:05 (Korby)
4. "Ráno" - 3:57
5. "Čas beží" - 3:00
6. "Imidžák" - 2:51
7. "Úspešne zapojení" - 3:01
8. "Mám pocit..." - 3:50
9. "Kto na to príde?" - 1:55
10. "Večer čo večer" - 1:39
11. "30. február" - 2:29 (Korby, Fernet)
12. "Je tu niekto?" - 3:06
13. "Starý pán" - 1:50

## Skupina
- Vratko Rohoň - kytara, zpěv, sbory
- Peter "Forus" Fóra - basa, sbory
- Tibor Prikler - kytara (uveden, ale nenahrál nic, nebyl studiovým hráčem), sbory
- Dano Mathia - bicí, sbory